# Mitchell County, Texas
Mitchell County är ett administrativt område i delstaten Texas, USA, med 9 403 invånare (2010). Den administrativa huvudorten (county seat) är Colorado City. 

## Geografi
Enligt United States Census Bureau så har countyt en total area på 2 372 km². 2 357 km² av den arean är land och 16 km² är vatten. 

### Angränsande countyn
- Scurry County - norr
- Nolan County - öster
- Coke County - sydost
- Sterling County - söder
- Howard County - väster
- Borden County - nordväst